# Midnight Resistance
Midnight Resistance est un jeu vidéo d'action développé et commercialisé par Data East, sorti en 1989 sur borne d'arcade.  Il s'agit d'un run and gun en vue de profil. Le jeu se déroule dans un futur dystopique où le joueur contrôle un membre d'un mouvement de résistance qui va sauver sa famille kidnappée par un savant fou. Le jeu fait suite à Heavy Barrel (1987).
Il a été adapté sur  Amiga, Amstrad CPC, Atari ST, Commodore 64, Mega Drive et ZX Spectrum en 1990. Parmi ceux-ci, seule la version Mega Drive fut développée par Data East en collaboration avec les studios japonais ISCO et Opera House,. Cette version a été éditée par Data East en 1991 pour la Mega Drive au Japon et était le premier jeu de la compagnie pour cette console,. Sega l'a édité la même année pour la console homologue Sega Genesis en Amérique du Nord.

## Système de jeu
Midnight Resistance dispose de la même mécanique de jeu et des contrôles similaires à ceux de la série Contra, et peut être joué jusqu'à deux joueurs simultanément (sauf sur la Sega Mega Drive). La caractéristique principale de ce jeu d'arcade est l'inclusion d'un joystick rotatif similaire à celui utilisé dans Ikari Warriors, en plus des traditionnels boutons de tir et de saut. Ce joystick rotatif permet au joueur d'ajuster son tir dans une des huit directions en tournant la manette dans le sens horaire ou anti-horaire. Cela permet au joueur de garder son tir dans une direction tout en se déplaçant dans une autre, même en rampant ou en sautant.
Le système de power-up est similaire à celui  de Heavy Barrel (un précédent jeu de Data East), dans lequel le joueur peut récupérer des clés après avoir vaincu certains soldats ennemis (chaque joueur peut posséder jusqu'à six clès à la fois). À la fin de chaque mission, le joueur entre dans une salle de stockage d'armes dans laquelle diverses nouvelles armes et autres power-ups peuvent être libérés de leurs casiers en fonction de la quantité de clés en possession du joueur. Lorsque le joueur perd une vie, il perd toutes les armes et les clés qu'il a en sa possession (un peu comme Sonic perdant ses anneaux) et ils ne peuvent être récupérés que s'ils ne tombent pas de l'écran.
Les deux types d'armes qui peuvent être achetés dans les magasins d'armes sont d'une part des armes spéciales qui remplaceront le fusil par défaut du joueur (lance-flammes, tir 3 directions, shot-gun, full-auto) et d'autre part des armes équipées dans des sacs à dos (nitro, homing missiles, shower), qui se déclenchent en poussant le joystick vers le haut tout en appuyant sur le bouton de tir. Les deux types d'armes ont des munitions limitées et quand l'arme spéciale du joueur est à court de munitions, il reviendra au fusil par défaut. Des munitions supplémentaires pour l'arme spéciale du joueur peuvent être achetées dans les magasins lorsqu'elles sont disponibles. Il y a d'autres power-ups, comme la « super charge » qui améliore la puissance de feu de l'arme spéciale du joueur (cette amélioration est perdue lorsque le joueur perd une vie), une barrière qui fournit une protection temporaire et des vies supplémentaires.
Il y a au total neuf missions, chacune avec des séries d'obstacles et d'adversaires que le joueur doit surmonter. Les clés qu'il a recueillies lors de l'avant-dernière étape peuvent être utilisées pour libérer les parents du joueur avant la bataille finale avec "Crimson King". La fin varie selon le nombre de membres de la famille que le joueur aura sauvé.

## Postérité

### Apparition du jeu dans un film
Dans le film RoboCop 2, on peut voir RoboCop/Alex Murphy se battant dans une salle de jeux d'arcade, et fracasser un flic corrompu sur une borne d'arcade de Midnight Resistance par deux fois.